# مناطق شهرداری تهران
شهر تهران از بیست و دو منطقه تشکیل شده‌است. شهرداری تهران به منظور تسریع و بهبود مدیریت شهری برای هر یک از بیست و دو منطقه، یک شهردار منصوب می‌کند؛ شهردار هر منطقه به‌عنوان قائم مقام شهردار تهران در آن منطقه فعالیت می‌کند. شهرداران مناطق با حکم شهردار تهران منصوب می‌شوند. مسئولیت هماهنگی میان شهردار تهران و مناطق مختلف شهرداری و همچنین نظارت بر فعالیت‌های شهرداری مناطق بیست و دوگانه تهران بر عهده معاونت هماهنگی و امور مناطق شهرداری تهران است. مستند به پرتال سازمانی، این معاونت مسئولیت تعامل و راهبری مناطق و نواحی را بر عهده دارد.همچنین معاونت یاد شده علاوه بر هماهنگی برای اجرای بهتر و دقیق‌تر وظایف و مأموریت‌های شهرداری تهران در مناطق بیست و دوگانه، نقش مؤثری در اجرا و پیشبرد برنامه‌ها و پروژه‌های حوزه‌های معاونت‌های تخصصی در سطح مناطق دارد.

## معاونت هماهنگی و امور مناطق

تفسیر شهرداری از مناطق شهری تهران (سرخ) و تفسیر وزارت کشور از شهرستان‌های استان تهران (آبی)

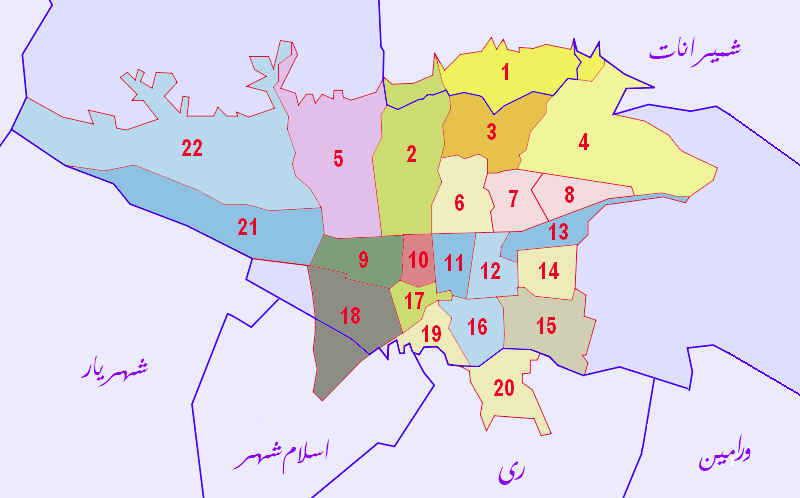
مناطق بیست و دوگانه شهر تهران.

معاونت هماهنگی و امور مناطق به عنوان نهاد هماهنگ‌کننده و ناظر مسئولیت‌ها و اهداف و مسئولیت‌های متعددی را بر عهده دارد.
از تاریخچه فعالیت‌های این معاونت اطلاع دقیقی در دست نیست. این معاونت دربرگیرنده «اداره کل هماهنگی، نظارت و پیگیری» همچنین معاونین «برنامه‌ریزی و توسعه شهری»، «فنی و اجرایی» است. از سویی اداره‌های «فناوری اطلاعات و ارزیابی عملکرد»، «برنامه و بودجه»، «امور نواحی، نظارت، هماهنگی»، «امور فنی و اجرایی» فعالیت‌ها و ماموریت‌هایش را انجام می‌دهد.
افزایش تعداد معاونت‌های شهرداری تهران را از جمله تغییر و تحول‌های ساختاری و کمی در مدیریت کلان‌شهر تهران است. با افزایش شمار معاونت‌های شهرداری از سویی تغییر نگرش بر حوزه مدیریت شهرها در اواخر دهه شصت خورشیدی و پس از جنگ تحمیلی همچنین افزایش جمعیت پایتخت و گسترش آن و تبدیل شهر تهران به کلانشهر در نهایت شمار مناطق شهری در تهران از ده منطقه به بیست در نهایت بیست و دو منطقه ضرورت و هماهنگی میان شهرداران مناطق بیش از پیش ایجاد شد. تلاش برای هماهنگی میان شهرداران و اتخاذ رویه واحد و اجرای هماهنگ آن در کلانشهر تهران وهمچنین نظارت بر عملکرد مناطق، ایجاد معاونتی به این منظور را اجتناب ناپذیر کرد و مدیریت شهری را به ایجاد معاونت هماهنگی امور مناطق مصمم نمود. این معاونت به عنوان هماهنگ‌کننده امور مناطق بر تمامی فعالیت‌های مناطق بیست و دوگانه نظارت و مدیریت دارد.
معاونت هماهنگی و امور مناطق وظایف متعددی را بر عهده دارد. در ادامه به برخی از آن‌ها اشاره می‌شود.
- تشکیل جلسه‌های مرتب با شهرداران مناطق به منظور ایجاد هماهنگی کامل بین آنها
- نظارت بر حسن اجرای کلیه طرح‌های اجرایی اعم از فنی، عمرانی، شهرسازی در سطح مناطق.
- نظارت دقیق و مداوم در حسن اجرای قوانین و مقررات در مناطق شهرداری تهران.
- تشخیص و تعیین نیازهای شهر تهران در زمینه امور مربوط به مناطق و تعیین خط مشی و سیاست‌های اجرائی.
- ابلاغ برنامه‌ها و سیاست‌های مصوب در زمینه اداره امور مناطق به واحدهای تابعه.
- مطالعه و شناخت روش‌های اجرائی برنامه‌های مصوب مناطق با توجه به وظایف واحدهای فوق
- انجام مطالعات و بررسی به منظور شناخت مشکلات و نارسائی‌های قوانین و آیین‌نامه‌ها در شهرداری‌های مناطق
- انجام مطالعات و بررسی برای تهیه و تدوین طرح‌های فوری و ضربتی برای مقابله با خطرات احتمالی ناشی از حوادث جوی و طبیعی
- تهیه استانداردها و معیارهای مختلف کار جهت مناطق شهرداری تهران و ابلاغ آن، نظارت بر اجرای صحیح معیارها
- نظارت بر حسن استفاده کامل از وسائط نقلیه موتوری با توجه به نیازها در مناطق
- نظارت و صدور دستورالعمل‌های لازم به منظور حسن اداره کلیه امور ستادی و اجرائی مناطق
- راهنمایی مدیران مسئول مناطق در زمینه وظایف محوله و ارشاد و آموزش شهرداران مناطق
- انجام بازرسی‌های لازم از مناطق و اخذ گزارش کتبی از مسئولان مناطق و ارسال آنها به معاونتهای مختلف جهت اقدامات لازم
- همکاری و هماهنگی و همفکری با سایر معاونین شهرداری در جهت پیشبرد اهداف و سیاست‌های شهرداری تهران

## مناطق شهرداری تهران
فهرست مناطق بیست و دوگانه تهران به شرح زیر است.

### ۱ تا ۴
- منطقه ۱ شهرداری تهران از مناطق شهری تهران است که در منتهی‌الیه شمال شرقی این شهر واقع شده‌است و شمالی‌ترین نقطه شهر تهران به حساب می‌آید.[۷][۸] این منطقه از شمال به رشته‌کوه البرز، از غرب به منطقه اوین، از جنوب به بزرگراه‌های پارک‌وی و  صدر و از شرق به لواسانات محدود می‌شود. منطقه ۱ شهرداری تهران بخشی از شهرستان شمیرانات به‌حساب می‌آید. این منطقه همچنین با نام شمیران نیز خوانده می‌شود.[۹]این منطقه در محدوده‌ای به وسعت ۴۹٫۹ کیلومترمربع و حریم ۱۳۱٫۱کیلومترمربع واقع شده‌است. دارای ۱۰ ناحیه و ۲۷ محله می‌باشد.[۱۰] در این منطقه بیست وشش موزه همچنین دو مجموعه موزه سلطنتی کاخ نیاوران و کاخ سعدآباد نیز موزه تماشاگه زمان قرار دارد. همچنین مجموعه کاخ‌های نیاوران، سعدآباد، کاخ ملت، کاخ شهوند امامزاده صالح و گورستان ظهیرالدوله از امکان تاریخی قابل توجه است.[۱۰] و مناطق کوهستانی دربند، درکه، رود درکه، کلکچال، اوین پارک‌های نیاوران، جمشیدیه، قیطریه از مکان‌های تفریحی و مراکز جذب گردشگر این منطقه هستند.[۹]

- منطقه ۲ شهرداری تهران یکی از مناطق شهری تهران است که در شمال شرقی میدان آزادی، از غرب تا شمال غرب تهران ادامه دارد. این منطقه در محدوده میانی و شمالی شهر تهران قرار دارد.[۱۱] با مناطقیک، سه، پنج، شش، نُه، ده همجوار است. محدوده جغرافیایی آن از شمال به ارتفاعات البرز، از جنوب به خیابان آزادی، از شرق به بزرگراه شهید چمران و خیابان توحید و از غرب به بزرگراه اشرفی اصفهانی و محمدعلی جناح قرار دارد.[۱۱] برخی محله‌های منطقهٔ ۲ شامل عبارتند از پونک، تهران ویلا، شهرآرا، گیشا، مرزداران، شهرک غرب و سعادت آباد می‌شود. منطقه ۲ دارای ۱۴ محله و ۹ ناحیه می‌باشد.[۱۱]

- منطقه ۳ شهرداری تهران یکی از مناطق شهری تهران این منطقه با مساحتی بالغ بر ۳ هزار هکتار، در پهنه شمال شرقی شهر تهران واقع شده‌است و یکی از بزرگترین مناطق شهری تهران است.[۱۲] این منطقه از شمال به بزرگراه شهید چمران، بزرگراه شهید مدرس و بزرگراه صدر و از شرق به خیابان پاسداران و بخشی از خیابان شریعتی و از جنوب به بزرگراه رسالت و بزرگراه همت و از غرب به بزرگراه شهید چمران محدود می‌شود. این منطقه شهرداری تهران دارای شش ناحیه و دوازده محله است.[۱۲] از گردشگاه‌های مهم این منطقه می‌توان از پارک ملت نام برد. این منطقه به مساحت ۳۲ کیلومتر مربع می‌باشد و از مناطق فرهنگی آن می‌توان فرهنگسرای ارسباران و کتابخانه علامه امینی و کتابخانه  شهریارٰ باغ موزه آب واقع در خیابان یخچال را نام برد.[۱۲]

- منطقه ۴ شهرداری تهران در شمال شرقی شهر تهران قرار دارد. بخشی از این منطقه در دامنه‌های البرز قرار دارد. دسترسی سریع بخشی شرقی منطقه به مناطق گردشگری متعدد همچون دره‌های سد لار، لتیان و دره‌های سرسبز فشم، اوشانٰ و میگون و مناطق ورزشی تفریحی دربندسر، شمشک و آبعلی آن را از دیگر مناطق تهران متمایز کرده‌است. این منطقه از طرف شمال به رشته کوه‌های البرز و منطقه یکٰ از طرف غرب در حدود خیابان لنگری به منطقه یک و محله پاسداران، از طرف جنوب و خیابان رسالت و مناطق هفت و هشت، در محدوده خیابان دماوند نیز به منطقه سیزده محدود می‌شود.[۱۳] این منطقه به عنوان یکی از پرجمعیت‌ترین، وسیع‌ترین، مهاجرپذیرترین، پر ساخت و سازترین مناطق تهران شناخته شده‌است.[۱۳] این منطقه با دارا بودن پارک جنگلی لویزان و همچنین با ویژگی‌هایی چون وجود نابرابری اجتماعی - اقتصادی شدید در آن، جوان بودن میانگین سنی جمعیت، وجود اقشار آسیب‌پذیر در محله‌هایی همچون خاک سفید، شمیران نو، شیان و … از سایر محله‌های تهران قابل تمایز و تفکیک است.[۱۳] شهرداری منطقه ۴ دارای ۹ ناحیه و بیست محله است.[۱۳][۱۴]

### ۵ تا ۸
- منطقه ۵ شهرداری تهران از مناطق شهری تهران که در شمال و شمال غرب کلان‌شهر تهران واقع شده‌است. این منطقه از شمال به رشته‌کوه البرز، از جنوب به بزرگراه شهید لشگری و میدان آزادی، از شرق به بزرگراه اشرفی اصفهانی و بزرگراه محمدعلی جناح و منطقه ۲ شهر تهران در مجاورت طرشت و ستارخان و مرزداران و شهرک غرب و سعادت آباد و از غرب به منطقه ۲۲ شهر تهران ،استادیوم آزادی محدود می‌باشد. این منطقه دسترسی خوبی به شبکه بزرگراهی تهران دارد، به بزرگراه‌های همت، حکیم، آبشناسان، باکری، ستاری، شیخ فضل‌الله نوری، بزرگراه مخصوص کرج و اشرفی اصفهانی و جناح دسترسی دارد.[۱۵] منطقه ۵ از ۷ ناحیه و ۲۹ محله تشکیل شده‌است.[۱۶] در بین نواحی هفت‌گانه منطقه، ناحیه ۳ با بیشترین مساحت مشتمل بر ۸ محله و ناحیه ۵ با کمترین مساحت از ۳ محله تشکیل شده‌است.[۱۷] منطقه پنج به دلیل قرار گرفتن در کوهپایه دارای آب و هوای سرد و کوهستانی است. همچنین این منطقه از نظر سرانه فضای سبز در وضعیت مطلوبی قرار داشته و دارای سرانه فضای سبز ۱۷ متر، بدون احتساب پارک جنگلی کوهسار است. از نظر تنوع گیاهی، این منطقه غنی بوده و انواع گیاهان در آن پرورش می‌یابد. از مراکز تفریحی این منطقه به پارک ارم در اتوبان کرج و مجتمع سرزمین عجایب واقع در بلوار اشرفی اصفهانی می‌توان اشاره کرد.[۱۵]

- منطقه ۶ شهرداری تهران از شمال به بزرگراه همت از غرب به بزرگراه چمران از شرق به بزرگراه مدرس و خیابان مفتح و همچنین از جنوب به خیابان انقلاب محدود می‌شود. این منطقه در قسمت شمالی حوزه مرکزی شهر قرار گرفته‌است. منطقه شش به لحاظ موقعیت جغرافیایی از سمت شمال به منطقه سه از شرق به منطقه هفت از جنوب به مناطق منطقه ده، منطقه یازده، منطقه دوازده و از غرب به منطقه دو محدود می‌شود. این منطقه از سمت غرب، شرق شمال با سه بزرگراه اصلی تهران یعنی چمران، مدرس، همت و از جنوب به بزرگترین محور شرقی غربی شهر یعنی خیابان انقلاب محدود شده‌است.[۱۸] این منطقه به لحاظ هندسی به‌طور تقریبی در مرکزیت جغرافیایی شهر تهران قرار گرفته‌است.[۱۸] منطقه شش شامل ۶ ناحیه و ۱۴ محله می‌باشد.[۱۹][۲۰][۲۱][۲۲][۲۳][۲۴][۲۵][۱۸]

- منطقه ۷ شهرداری تهران از مناطق شهری تهران است که در مرکز شهر تهران واقع شده‌است. مرز شمالی این منطقه بزرگراه رسالت، مرز شرقی خیابان‌های مجیدیه (استاد حسن بنا) و سبلان، مرز جنوبی خیابان‌های انقلاب و دماوند و مرز غربی آن بزرگراه مدرس و خیابان شهید مفتح می‌باشد.[۲۶] منطقه هفت شهرداری تهران از شمال همجوار مناطق سه و چهار از شرق با منطقه هشت از غرب با منطقه شش و از جنوب با مناطق دوازده و سیزده شهرداری تهران همسایه‌است.[۲۶]این منطقه دارای ۵ ناحیه[۲۶] و ۱۴ محله است.[۲۷] محله‌های بهار، گرگان، نظام‌آباد، عباس‌آباد و امجدیه از محله‌های مشهور این منطقه هستند.[۲۶] مراکز فرهنگی مانند سینما تیراژه ۲، سینما سروش، سینما صحرا، سینما پایتخت، مجموعه فرهنگی هنری تهران، عمارت کلاه فرنگی، باغ‌موزه قصر، تالار هنر، موزه رضا عباسی، فرهنگسرای اندیشه، موزه عکاسخانه شهر و… در این منطقه قرار دارد.[۲۸] همچنین بوستان اندیشه در شمار بوستان‌های مطرح این منطقه است.[۲۹]منطقه هفت دسترسی خوبی به شبکه بزرگراهی تهران دارد، احاطه شدن نسبی منطقه در شبکه بزرگراهی از مزیت‌های این منطقه است.[۳۰] سه بزرگراه شمال به جنوب امام علی، بزرگراه شهید صیاد شیرازی و بزرگراه شهید مدرس از منطقه هفت عبور می‌کند.[۳۰]

- منطقه ۸ شهرداری تهران یکی از مناطق شهری تهران است که در شرق این شهر قرار دارد. این منطقه در دامنه شیب ملایم رشته کوه البرز در شمال کوه‌های سه تپه در شرق تهران قرار گرفته‌است. از به ارتفاعات کوه البرز، نیز به بزرگراه رسالت در منطقه چهار از جنوب به منطقه سیزده و جنگل‌های سرخه‌حصار و کوه‌های سه‌تپه می‌رسد. از غرب به سبلان جنوبی و استاد حسن بنا  منتهی می‌شود.[۳۱] منطقه هشت شهرداری تهران با منطقه چهار، منطقه سیزده و منطقه هفت همجوار است.

### ۹ تا ۱۲
- منطقه ۹ شهرداری تهران یکی از مناطق شهری تهران است که در غرب شهر تهران قرار دارد. محدوده این منطقه از شمال به خیابان آزادی و جاده مخصوص کرج از جنوب به بزرگراه فتح و ۴۵ متری زرند، از شرق به خیابان شهیدان، خیابان سادات و از غرب به مسیل کن منتهی می‌شود.[۳۲] این منطقه از ۲ ناحیه تشکیل شده‌است و دارای ۸ محله می‌باشد. ناحیه ۱ شامل ۳ محله و ناحیه ۲ شامل ۵ محله می‌باشد. از مهمترین اماکن این منطقه می‌توان به برج آزادی و فرودگاه مهرآباد، پادگان جی، پارک المهدی اشاره کرد.[۳۲] از محله‌های آن می‌توان از خیابان آذری، مهرآباد جنوبی، شمشیری، استاد معین، امامزاده عبدالله، سرآسیاب مهرآباد و فتح صنعتی نام برد.[۳۳]در این منطقه ۲۵ بوستان قرار دارد تا سال ۱۴۰۰ مساحت کل فضای سبز آن ۲۸۲ هکتار است. سرانه فضای سبز در این منطقه (با احتساب فضای سبز عمومی) ۱۷/۸۱ متر مربع است.[۳۴] در این منطقه مراکز صنعتی و نظامی متعدد نیز وجود دارد. این منطقه نیز چندین شهرک دارد.[۳۴] این منطقه با منطقه ۲، منطقه۵، منطقه ۱۰، منطقه ۱۷، منطقه ۱۸ و منطقه۲۱ همجوار است.

- منطقه ۱۰ شهرداری تهران از مناطق شهری تهران است. این منطقه در مرکز شهر تهران قرار دارد.[۳۵] این منطقه در شمال به خیابان آزادی منطقه۲، در جنوب به خیابان قزوین منطقه۱۷، در شرق به بزرگراه نواب صفوی منطقه۱۱ و در غرب به خیابان شهیدان، بزرگراه یادگار امام، خیابان هرمزان و خیابان امامزاده عبدالله  منطقه۹ محدود می‌شود.[۳۶]از مهم‌ترین خیابان‌های این منطقه خیابان جیحون، خوش، قصر الدشت، کارون و رودکی (سلسبیل) و خیابان جمهوری اسلامی و خیابان سینا (محبوب مجاز) است. بخش جنوبی تونل توحید نیز در این منطقه واقع شده‌است. این منطقه با تراکم ناخالص جمعیتی حدود ۴۰۰ نفر در هر هکتار بوده که از این حیث، از پُرتراکم‌ترین مناطق شهر تهران در بین مناطق بیست و دوگانه محسوب می‌شود، تراکم جمعیتی آن چهار برابر حد استاندارد و دو برابر میانگین تراکم در شهر تهران است. این منطقه دارای سه ناحیه و ده محله است.[۳۶][۳۶][۳۵] فضای سبز منطقه از ۳۲ بوستان با وسعتی بیش از ۴٫۳ هکتار برخوردار است. سرانه فضای سبز ۲/۶ متر مربع می‌باشد. شاخص‌ترین پارک منطقه پارک هزار شهید و بوستان تهرانی هستند.[۳۷] منطقه ده با دسترسی به بخش جنوبی تونل توحید و نیز دسترسی به بزرگراه یادگار امام و نیز بزرگراه نواب دسترسی نسبتاً خوبی به شبکه بزرگراهی تهران دارد.[۳۷]

- منطقه ۱۱ شهرداری تهران از مناطق مرکزی شهری تهران است.[۳۸] دارای بافتی قدیمی که ۱۲/۰۳ کیلومتر مربع مساحت دارد. منطقه یازده با پنج منطقه شهرداری تهران، از شمال با منطقه شش، از غرب با منطقه ده، از شرق با منطقه دوازده و از جنوب با منطقه شانزده، از ناحیه جنوب غربی با منطقه هفده همسایه است.[۳۹]بیشترین مرز مشترک را با منطقه دوازده دارد.[۳۹] منطقه یازده شهرداری تهران از شمال به میدان انقلاب و خیابان آزادی، از شرق به خیابان‌های وحدت اسلامی و حافظ، از جنوب به میدان راه‌آهن و خیابان شوش و از غرب به خیابان‌های  نواب صفوی و شهید ابراهیمی (عباسی) و میدان حق‌شناس[۳۸] محدود می‌شود.[۳۹] این منطقه با مساحت ۱۱٫۷۵ کیلومتر مربع دارای ۴ ناحیه و۱۷ محله است.[۳۹] شبکه معابر آن شامل ۴۵٫۲ کیلومتر معابر شریانی و ۲۲٫۸ کیلومتر پخش‌کننده محلی می‌شود.[۴۰] از ویژگی‌های منطقه یازده وجود مراکز مهم سیاسی و نظامی مانند بیت رهبری، نهاد ریاست جمهوری، شورای نگهبان، شورای عالی امنیت ملی، سازمان بازرسی کل کشور است. منطقه یازده از نظر تاریخی یکی از مناطق مهم میراث فرهنگی به‌شمار می‌آید که از جمله به دروازه قزوین، باغ شاه، خیابان شیخ هادی و خیابان منیریه می‌توان اشاره کرد.[۴۱] منطقه یازده یکی از پرترددترین مناطق تهران است. بر اساس گزارش شهرداری منطقه روزانه دو میلیون مسافر در سطح منطقه تردد می‌کنند که اغلب جهت رسیدن به سایر مناطق شهری یا انجام امور اداری خود از معابر این منطقه استفاده می‌کنند.[۳۹]در منطقه یازده امکان تاریخی ثبت ملی شده و خانه موزه‌های متعددی وجود دارد.[۴۲] از جمله آن‌ها می‌توان اشاره کرد به خانه انیس‌الدوله، کلیسای مریم مقدس، خانه مینایی، خانه عدل، میدان حسن‌آباد، کلیسای شرق آشوری، انجمن آثار و مفاخر فرهنگی، موزه مقدم، عمارت تیمورتاش، کوچه لولاگر، موزه علوم و فناوری ایران، موره ملی قرآن، موزه بانک ملی ایران، کتابخانه موزه ملی ملک، موزه ارتباطات، موزه رضا عباسی، موزه آبگینه و سفال[۴۲]

- منطقه ۱۲ شهرداری تهران از مناطق قدیمی شهری تهران است. از شمال به خیابان انقلاب، از غرب به خیابان حافظ و خیابان وحدت اسلامی و از جنوب به خیابان شوش و از شرق به خیابان ۱۷ شهریور و اتوبان شهید محلاتی محدود می‌شود.[۴۳]منطقه دوازده از شمال با مناطق هفت و شش، از شرق با مناطق سیزده و چهاردهٰ، از جنوب با مناطق پانزده و شانزده و از غرب با منطقه یازده همجوار است.[۴۴]منطقه دوازده شهرداری تا سال ۱۴۰۰ به شش ناحیه و سیزده محله تقسیم شده‌است.[۴۴] از جمله محله‌های مطرح آن می‌توان اشاره کرد به دروازه شمیران، بهارستان، امامزاده یحیی، پامنار، سنگلج[۴۴] قدمت سکونتگاهی آن به دوره صفویه بازمی‌گردد و دوره قاجاریه این منطقه از شهر تهران به عنوان مرکز دارالخلافه برگزیده می‌شود. مستند به گزارش‌های تاریخی عمده رشد و توسعه کالبدی و اجتماعی این منطقه در دوره قاجاریه است.[۴۵][۴۶] به اعتبار این قدمت و تعدد و تنوع مراکز فرهنگی، تاریخی، امکان مذهبی و تجاری قدیمی از منطقه دوازده شهرداری تهران به عنوان قلب تاریخی تهران یاد می‌شود.[۴۷]به عنوان یکی از مناطق مهم تهران برای جذب گردشگر[۴۸]از اقصی نقاط تهران و ایران و گردشگراان خارجی است.[۴۹] بنا به گزارش‌هایی در ایام تعطیلات نوروز در سال‌ها متوالی قریب چند هزار نفر[۵۰]از مراکز و امکان متعدد گردشگری و تاریخی منطقه دوازده تهران بازدید کردند.[۵۱] منطقه دوازده تهران بیش از سیصد اثر تاریخی دارد که درصد قابل توجهی از آن‌ها به عنوان آثار ملی به ثبت رسیدند.[۵۲][۴۳][۵۳] از جمله می‌توان به این موارد اشاره کرد.[۵۳] کاخ گلستان، بازار، مسجد جامع بازار، مسجد شاه، مدرسه ژاندارک، کلیسای ژاندارک، امامزاده سید نصرالدین، میدان توپخانه، سبزه میدان، دارالفنون، میدان مشق، سر در باغ ملی، عمارت مسعودیه، خیابان سی تیر (معروف به گذر ادیان)، باغ نگارستان، مدرسه سپهسالار، مسجد سپهسالار، مدرسه مروی، کاروانسرای خانات، حمام نواب، خانه مستوفی‌الممالک، مدرسه فیروز بهرام، مسجد حکیم‌باشی و…[۴۷]

### ۱۳ تا ۱۶
- منطقه ۱۳ شهرداری تهران این منطقه که در شرق تهران قرار دارد از شمال به خیابان دماوند، از شرق به بزرگراه یاسینی، از جنوب به خیابان پیروزی و از غرب به خیابان هفده شهریور محدود می‌شود.[۵۴] این منطقه واقع شده در منتهی‌الیه بخش شرقی شهر تهران با مناطقی دیگر همسایه است؛ از شمال به مناطق منطقه چهار، منطقه هشت ومنطقه هفت (محور دماوند)، از غرب به منطقه دوازده (محور ۱۷ شهریور)، از جنوب به منطقه چهارده (محور پیروزی) و از شرق به بزرگراه اسبدوانی و سرخه حصار (حریم شرق تهران) محدود می‌شود. این منطقه در عرض جغرافیاییً۲۶ َ ۴۲° ۳۵ شمالی و طول جغرافیاییً۳۵ َ ۲۹ °۵۱ شرقی قرار دارد.[۵۵] مساحت منطقه در حدود ۱۲٫۹ کیلومترمربع می‌باشد و از این سطح حدود ۹٫۳ کیلومترمربع به بافت پر شهری و مابقی اراضی نظامی، صنایع و … می‌باشد.[۵۶] همچنین حریم منطقه ۱۳با مساحت ۸۰ کیلومترمربع شامل روستاهای سرخه‌حصار، همه سین (ده ترکمن)، اراضی موسوم به زیتون، ترقیون، سنجریون، خجیر و پارک‌های جنگلی پارک ملی سرخه‌حصار، پارک ملی خجیر و سعیدآباد می‌شود.[۵۶] این منطقه در سال‌های دهه چهل شاهد یکی از اعتراض‌های خونین مردم تهران بوده‌است[۵۷][۵۵] که در روایت‌های تاریخی از آن به عنوان جمعه سیاه یاد می‌شود.[۵۸] مستند به گزارش‌های تاریخی در تاریخ ۱۷ شهریور ۱۳۵۷ خورشیدی، اعتراض مردم در محله‌های جنوبی و میدان شهدا (ژالهٔ سابق) تهران، منجر به سرکوب خونین تظاهرکنندگان توسط نیروهای نظامی ارتش شاهنشاهی ایران شد.[۵۹]

- منطقه ۱۴ شهرداری تهران یکی از مناطق شرقی شهر تهران است.[۶۰][۶۱]منطقه ۱۴ شهرداری از شمال، به خیابان پیروزی، حد فاصل میدان شهدا تا میدان شهید کلاهدوز و امتداد آن به سمت حوزه آبریز قصر فیروزه، از غرب؛ به خیابان ۱۷ شهریور، حد فاصل میدان خراسان تا میدان شهدا، از جنوب؛ به خیابان خاوران، حد فاصل میدان خراسان تا تقاطع میثم و ۴۵ متری آهنگ، از شرق؛ به بزرگراه بسیج مستضعفین، حد فاصل میدان شهید کلاهدوز تا تقاطع آهنگ با بزرگراه بسیج مستضعفین، حوزه آبریز و قصر فیروزه محدود می‌شود.[۶۰] این منطقه از جهت غرب با منطقه دوازده، از شمال با منطقه سیزده و از جهت جنوب با منطقه پانزده همجوار و همسایه است.[۶۰] از محله‌های معروف این منطقه می‌توان دولاب، سلیمانیه، چهارصد دستگاه، کوی بانک رهنی، صد دستگاه، سرآسیاب و قصرفیروزه را نام برد. دروازه دولاب، یکی از ۱۲ دروازه تهران در این منطقه قرار داشته‌است. باغ وثوق‌الدوله، قبرستان مسیحیان، بقعه چهل تن و زمین‌های کشاورزی و باغ‌های گل از جاذبه‌های منطقه ۱۴ است.[۶۲] این منطقه دارای شش ناحیه و بیست و یک محله است که بیشترین محله‌ها را در بین مناطق تهران به خود اختصاص داده‌است.[۶۲] این منطقه ۲/۳ درصد از کل مساحت شهر تهران را به خود اختصاص داده‌است؛ بنابراین در شمار مناطق کم وسعت تهران محسوب می‌شود.[۶۰]برخی از چهره‌های مطرح ورزشی و فرهنگی در این منطقه در دروه‌ای از زندگی و کودکی‌شان در محله‌های مختلف منطقه چهارده زیستند.[۶۳] از آن جمله می‌توان اشاره کرد به شخصیت‌های علمی، فرهنگی و ورزشی مانند عبدالمحمد آیتی، محمد معین، فضل‌الله محلاتی، نواب صفوی، محمود استادمحمد، حسن حبیبی، سید مهدی طباطبائی، علی پروین، همایون شاهرخی، هادی نراقی، گودرز حبیبی، فرامرز ظلی، رسول صدرعاملی، جعفر کاشانی، بهزاد فراهانی و اصغر شرفی[۶۳]

- منطقه ۱۵ شهرداری تهران از مناطق جنوب شرقی شهر تهران است.[۶۴] منطقه ۱۵ از شمال به پادگان قصر فیروزه، ۴۵ متری آهنگ، خیابان خاوران و شوش شرقی و از غرب به خیابان فدائیان اسلام و از جنوب به خیابان دولت‌آباد، کوه بی‌بی شهربانو و کارخانه سیمان و از شرق به کوه‌های شرقی تهران و حد شرقی اراضی افسریه منتهی می‌شود.[۶۵] بخشی از محدوده منطقه نیز در حریم شهر واقع است.[۶۵] منطقه پانزده با منطقه دوازده، منطقه چهارده، منطقه شانزده و منطقه بیست همسایه است. مهم‌ترین بخش آن شهرک‌های مسعودیه، شهرک والفجر، مسگرآباد، مشیریه، افسریه، بروجردی، کیانشهر، خیابان نبرد و خاوران است. همچنین این منطقه از طریق بزرگراه‌های بسیج، بعثت، امام علی، آزادگان به شبکه بزرگراهی تهران دسترسی دارد. از مراکز فرهنگی و هنری این منطقه می‌توان به پردیس تئاتر تهران و فرهنگسرای خاوران واقع در خیابان نبرد تقاطع خیابان بقایی اشاره کرد. بخشی از محدوده این منطقه نیز در حریم شهر واقع است. در واقع از ۸ ناحیه موجود، ۶ ناحیه در محدوده قانونی شهر تهران و ۲ ناحیه در حریم استحفاظی شهر قرار دارند. برخی از مراکز فرهنگی و تاریخی این منطقه عبارت است از فرهنگسرای خاوران، پردیس تئاتر تهران، پردیس بانوان، زندان هارون، پردیس سینمایی خاوران.[۶۶][۶۷]

- منطقه ۱۶ شهرداری تهران از مناطق جنوب شرقی شهر تهران است.[۶۸] با ۱۶۵۱ هکتار وسعت[۶۹] در شمار مناطق کوچک شهر تهران به‌شمار می‌رود.[۷۰] منطقه شانزده از شمال به خیابان شوش، حدفاصل انبار نفت و میدان شوش، از شرق به خیابان فدائیان اسلام حدفاصل میدان شوش و بزرگراه آزادگان، از جنوب به بزرگراه آزادگان (حدفاصل خیابان فدائیان اسلام تا پل دوم آزادگان) و از غرب خیابان بهمنیار و بزرگراه شهید تندگویان و بزرگراه نواب محدود می‌شود.[۷۰] منطقه شانزده با مناطق هفده ،نوزده، بیست، پانزده، یازده و دوازده همسایه است.[۷۰] پارک بعثت با وسعت ۴۶ هکتار بزرگترین پارک منطقه و از جمله پارک‌های با مساحت زیاد در میان پارک‌های تهران منطقه شانزده قرار دارد.[۷۰] همچنین راسته بلورفروش‌های تهران در این منطقه قرار دارد.[۷۱] منطقه به شش ناحیه و نه محله تقسیم می‌شود.[۶۹] از جمله محله‌های قدیمی و مطرح این منطقه می‌توان اشاره کرد به جوادیه، نازی‌آباد، یاخچی‌آباد، باغ آذری، و خزانه[۶۹]شماری از چهره‌های هنری، سیاسی و ورزشی[۷۲] در محله‌هایی از منطقه شانزده به دنیا آمدند و بزرگ شدند.[۷۳] از جمله می‌توان اشاره کرد به ساعد باقری، بهروز پیروزیان، اکبر عبدی، پرویز پرستویی، مرتضی فنونی‌زاده، حمید استیلی، فرشاد پیوس، امیر قلعه‌نویی[۷۲][۷۳]

### ۱۷ تا ۲۰
- منطقه ۱۷ شهرداری تهران در جن‍وب غربی ش‍هر ت‍هران واق‍ع‌شده‌است.[۷۴] منطقه هفده با مناطق شش‌گانه[۷۵] نوزده، هیجده، شانزده، یازده، ده، نه همسایه است.[۷۶] این منطقه از شمال به خیابان قزوین، از شرق به بزرگراه نواب، از جنوب به بزرگراه چراغی و از غرب به بزرگراه آیت‌الله سعیدی محدود است.[۷۶] از این منطقه به عنوان یکی از متراکم‌ترین مناطق شهر تهران یاد می‌شود.[۷۶][۷۷]منطقه هفده از سه ناحیه و چهارده محله تشکیل شده‌است.[۷۵] از جمله محله‌های قدیمی و مطرح آن می‌توان اشاره کرد به آذری، امامزاده حسن، باغ خزانه، بلورسازی، ابوذر، یافت‌آباد و وصفنارد[۷۸] محدوده آن تحت تأثیر دوگسل مخاطره‌آمیز زلزله تهران قرار دارد. در نتیجه در مقابله با بروز سوانح ناشی‌از وقوع زلزله، یکی از آسیب‌پذیرترین مناطق تهران محسوب می‌گردد.[۷۹] چهره‌های متعدد فرهنگی ورزشی در محله‌های این منطقه به دنیا آمده و بزرگ شدند.[۸۰] از جمله می‌توان اشاره کرد به علیرضا منصوریان، حسین فرکی، جواد زرینچه، وحید هاشمیان ، میلاد محمدی ، علیرضا پناهیان  و…[۸۰]

- منطقه ۱۸ شهرداری تهران از مناطق شهری جنوب غربی تهران است.[۸۱] منطقه از شمال به بزرگراه فتح و ۴۵ متری زرند، از شرق به بزرگراه آیت‌الله سعیدی، از غرب به بزرگراه آزادگان و شهرستان قدس و شهریار، از جنوب نیز به بزرگراه آیت‌الله سعیدی و بزرگراه آزادگان همجوار با شهرستان اسلامشهر و شهر چهاردانگه محدود می‌گردد.[۸۲] این منطقه همجوار با مناطق هفده، نهوبیست و یک است.[۸۲] منطقه هیجده تهران به هفت ناحیه هیجده محله تقسیم شده‌است.[۸۳] مساحت کل منطقه ۸۸/۱۸ کیلومتر مربع است.[۸۴] سابقه سکونت شهری و در شمار بافت شعری قرار گرفتن منطقه هیجده به سال ۱۳۵۹ بازمی‌گردد.[۸۵] مناطق مسکونی واقع در منطقه ۱۸ به‌طور عمده مورد استفاده و سکونت اقشار کم درآمد و شاغلین کارگاه‌های تولیدی و صنایع است.[۸۶] در تهران قدیم کانون سکونتگاهی این محدوده روستای یافت‌آباد بود و هم‌اکنون هم نام محله‌ای در این منطقه است.[۸۵] بزرگراه آزادگان در بخش جنوبی و غربی منطقه واقع است. این محور به بزرگراه فتح واقع در شمال منطقه متصل می‌شود. کلیه ترددها و ترافیک شهری واقع در جنوب شهر تهران در این محورها سر ریز می‌گردد. بزرگراه آیت‌الله سعیدی (جاده ساوه) در شرق و جنوب شرق منطقه واقع شده و به خیابان آذری متصل می‌شود. این بزرگراه مرز منطقه ۱۸ با مناطق هفده و نوزده محسوب می‌شود.[۸۷] در این منطقه خیابان‌ها و شهرک‌ها و محله‌های خلیج فارس شمالی و جنوبی، نوروزآباد، شادآباد، کوی ۱۷ شهریور یا (کوی مهرزاد)، سعیدآباد، شمس‌آباد، تولید دارو، شهرک ولی‌عصر شمالی و جنوبی (شهرک ولیعهد سابق)، یافت‌آباد شمالی و جنوبی، ابراهیم‌آباد، ارشد آباد، ترک آباد، عرب آباد، شهرک قائم، شهرک صادقیه، شهرک صاحب‌الزمان، بهداشت، بازار آهن، گلدسته، کوی فردوس و… قرار دارد.[۸۱]منطقه هیجده بر خلاف دیگر مناطق تهران به عنوان یک منطقه حاشیه‌ای بیشتر در برگیرنده دامداری‌های صنعتی، کارخانه شیر پاستوریزه و نظایر این است. در این منطقه دو بنای تاریخی ثبت ملی رسیده امامزاده زیدٰ، یخچال قدیمی ترشنبه نام دارد. همچنین برخی دیگر از مراکز قابل توجه فرهنگی و تفریحی عبارت است از ورزشگاه امام رضا، موزه شهدا، بوستان بانوان نرگس، پردیس سینمایی تماشا[۸۸]

- منطقه ۱۹ شهرداری تهران یکی از مناطق شهری جنوب غربی تهران است.[۸۹] منطقه نوزده از سمت غرب به تقاطع بزرگراه آزادگان و ساوه، از سمت شمال و شمال غرب با محورهای جوانه، بزرگراه آیت‌الله سعیدی و جاده ساوه، از سمت جنوب به بزرگراه آزادگان و حریم جنوب شهر تهران و از سمت شرق نیز به بزرگراه نواب خیابان بهمنیار و بزرگراه تندگویان محدود می‌شود.[۹۰] منطقه نوزده با مناطق شانزده، هفده، هیجده و بیست همجوار است.[۸۹] منطقه ب‍ا وس‍عت‍ی برابر ۹۲ کی‍لومت‍ر مرب‍ع منطقه دارای ۵ ناحیه است؛ سه ناحیه یک، دو و سه در حوزه بافت شهری است و در شمال بزرگراه آزادگان قرار دارند.[۹۱] نواحی ۴ و ۵ خارج از محدوده قانونی شهر تهران قرار دارند و جزء حریم منطقه نوزده به حساب می‌آیند. ناحیه ۴ دارای ۱۳ روستا و ناحیه ۵ نیز دارای ۱۳ روستا است. این دو ناحیه در جنوب بزرگراه آزادگان قرار دارند.[۹۱] سه ناحیه داخل محدوده شهری منطقه نیز دارای ۱۳ محله است.[۹۰][۹۲]منطقه نوزده شهرداری تهران مراکز متعددی وجود دارد. وجود آرامگاه سید روح‌الله خمینی، بهشت زهرا، فرودگاه بین‌المللی امام خمینی، مجموعه نمایشگاهی شهر آفتاب، بوستان ولایت، مبل فروشان نعمت‌آباد و پارچه فروشان عبدل‌آباد، میدان مرکزی میوه و تره‌بار تهران آن را از دیگر مناطق تهران متمایز کرده‌است.[۹۰] شاه‌راه‌های بزرگراهی بزرگراه آزادگانن، بزرگراه  آیت‌الله سعیدی، بزرگراه تندگویان و بزرگراه کاظمی منطقه را به لحاظ عبور و مرور در موقعیتی پراهمیتی قرار داده‌است.[۹۰]

- منطقه ۲۰ شهرداری تهران یکی از مناطق حنوبی شهری تهران است[۹۳] و بخش عمده‌ای از شهر ری در منطقه ۲۰ تهران قرار دارد. منطقه بیست شهرداری تهران از شمال به بزرگراه آزادگان، از شرق به بزرگراه امام علی، از جنوب به بزرگراه آوینی[۹۴]و ارضای اطراف و از غرب به مبارک‌آبا و صالح‌آباد محدود می‌شود.[۹۵] همچنین شهرستان ری به عنوان بخشی از منطقه بیست شهرداری تهران از شمال به تهران، از جنوب به شهرستان قم، از شرق به شهرستان ورامین و شهرستان پاکدشت، از غرب به شهرستان‌های اسلامشهر، رباط کریم و زرندیه محدود می‌شود.[۹۶] این منطقه با مناطق نوزده، شانزده و پانزده همجوار است. منطقه ۲۰ تنها منطقه جنوبی تهران است که کل منطقه در قسمت جنوب اتوبان آزادگان قرار گرفته‌است. منطقه بیست شهرداری تهران دارای هفت ناحیه و بیست محله است.[۹۷] نواحی یک تا پنج در محدوده شهری و دو ناحیه شش و هفت هم به عنوان محدوده غیر شهری و حریم منطقه به حساب می‌آید.[۹۸] منطقه بیست از کهن‌ترین و قدیمی‌ترین سکونتگاه‌های شهری تهران است، سابقه تاریخی و تمدنی طولانی دارد.[۹۹] تاریخ سکونت در این شهر به ۸۰۰۰ سال پیش از میلاد برمی‌گردد. اگر چه ری همواره یکی از شهرهای مهم ایران باستان به‌شمار می‌رفت ولی هیچ‌گاه پایتخت در ایران باستان و ایران پیش از اسلام نبود.[۱۰۰]این شهر در قرن چهارم هجری بزرگ‌ترین مراکز چهارگانه ایالت جبال بوده‌است. ابن حوقل گوید بعد از بغداد آبادتر از ری شهری در شرق نیست، جز آنکه نیشابور به وسعت از آن بیشتر و بزرگتر است.[۱۰۱]در این منطقه آثار تاریخی متعددی از دوران ایران باستان، ایران پس از اسلام با قدمت چند هزار ساله بر جای مانده‌است از آن جمله می‌توان به این اماکن اشاره کرد.[۱۰۲][۱۰۳] تپه میل، آتشکده بهرام، دژ رشکان، چشمه علی باروی ری، بازار ری، برج طغرل، کوه نقارخانه، استودان گبرها، زندان هارون، گنبد امیر اینانج، کاروانسرای کنارگرد، قلعه گبری، برچ نقاره خانه، بازار ری

### ۲۱ و ۲۲
- منطقه ۲۱ شهرداری تهران یکی از غربی‌ترین مناطق شهری تهران است. منطقه از شمال به اتوبان تهران – کرج، از جنوب به جاده قدیم تهران - کرج از شرق به مسیل کن و از غرب به گرمدره محدود است.[۱۰۴] منطقه بیست و یک، در امتداد جنوب منطقه ۲۲ (جنوب اتوبان تهران- کرج) و غرب مناطق ۹ و ۵ قرار دارد. به شکل یک مثلث در منتهی‌الیه غرب تهران در امتداد جاده‌های ارتباطی تهران – کرج تا بعد از دو راهی کاروانسرای سنگی گسترده شده‌است.[۱۰۴] این منطقه با مناطق پنج، نوزده و هیجده، منطقه بیست و دو[۱۰۵] و نیز شهرهای کرج و شهریار همسایه است.[۱۰۴] منطقه بیست و یک شهرداری تهران دربرگیرنده سه ناحیه و سیزده محله است.[۱۰۶][۱۰۷] از جمله محله‌های مطرح این منطقه می‌توان به وردآورد و تهرانسر اشاره کرد.[۱۰۶] منطقه بیست و یک شهرداری تهران در نخستین طرح جامع تهران مصوب ۱۳۴۹[۱۰۸] به عنوان پهنه اصلی استقرار کارخانجات صنعتی و فعالیت‌های وابسته به آن در نظر گرفته شده‌است.[۱۰۹] محدوده کنونی منطقه بیست و یک تا سال ۱۳۸۳ به عنوان جزئی از منطقه ۹ شهرداری تهران، نواحی ۳، ۴ و ۵ شهرداری این منطقه را تشکیل می‌داد.[۱۰۴] در این سال، این سه ناحیه از شهرداری منطقه ۹ منفک شده و منطقه ۲۱ را تشکیل دادند.[۱۰۴]سابقه سکونتگاهی محدوده منطقه بیست و یک کنونی به سال‌های دهه چهل و پنجاه خورشیدی بازمی‌گردد.[۱۰۹] به عبارتی دیگر از حیث عملکردی و کاربری منطقه را می‌توان به دو بخش مسکونی و غیر مسکونی تقسیم کرد.[۱۰۴] از جمله مراکز مهم صنعتی واقع در این منطقه عبارت است از شرکت دارویی و بهداشتی لقمان، کارخانجات داروپخش، داروسازی عبیدی، داروگر، ایران خودرو، سایپا، کرمان موتور[۱۱۰][۱۱۱] شهروندان این منطقه به مناطق تفریحی و گردشگری پارک جنگلی چیتگر، دریاچه چیتگر و شهرک سینمایی غزالی دسترسی سریع و ساده‌ای دارند.[۱۱۲]شهروندان این منطقه از طریق بزرگراه آزادگان، بزرگراه فتح و بزرگراه لشگری به شبکه بزرگراهی تهران دسترسی دارند.[۱۱۳]

- منطقه ۲۲ شهرداری تهران در شمال غرب تهران قرار دارد.[۱۱۴] منطقه ۲۲ شهرداری تهران در قسمت شمال غربی شهر تهران و در پایین دست حوضه آبریز رودخانه کن و وردیج قرار دارد.[۱۱۵] این منطقه از شمال با کوهستان البرز مرکزی، در شرق با حریم رودخانه کن، در جنوب با آزاد راه تهران - کرج و در غرب با محدوده جنگل‌های دست کاشت وردآورد محدود می‌شود.[۱۱۵] منطقه بیست و دو با مناطق پنج و بیست و یک شهرداری تهران همجوار است.[۱۱۵] منطقه ۲۲ دارای ۴ ناحیه، ۱۲ محله[۱۱۶][۱۱۷] و ۲۸ شهرک با ۵۸۸۱ هکتار وسعت است.[۱۱۸] شهروندان منطقه بیست و دو به واسطه آزادراه تهران - کرج در جنوب، بزرگراه شهید خرازی در شمال، بزرگراه آزادگان در غرب و همچنین بزرگراه شهید همدانی در میانه این منطقه به شبکه بزرگراهی تهران و نیز شبکه بین شهری مناطق شمالی ایران دسترسی خوبی دارند.[۱۱۹] علاوه بر آن به دلیل وجود این شاهراه‌های اصلی، امکان ترددهای پر حجم روزانه بین شهری و بین استانی را فراهم می‌شود. در منطقه بیست و دو شهرداری تهران مراکز مهم ورزشی، علمی و اقتصادی و گردشگری وجود دارد.[۱۲۰] از جمله می‌توان اشاره کرد به دانشگاه علامه طباطبایی، مجموعه ورزشی آزادی تهران، پارک جنگلی چیتگر، پارک جنگلی خرگوش‌دره، پارک جنگلی لتمال کن، پارک جنگلی وردآورد، دریاچه چیتگر، آبشار تهران، بوستان جوانمردان، ایران مال، بوستان بانوان ریحانه[۱۲۰] از محله‌های این منطقه می‌توان اشاره کرد به دهکده المپیک، آبشار، دریاچه خلیج فارس و.[۱۲۱][۱۱۶][۱۱۷]

## رتبه‌بندی مناطق
پژوهش‌ها و پایش‌های متعددی در ادوار مختلف دربارهٔ شاخص‌های رضایت‌مندی، احساس تعلق، سلامت، فضای سبز و نظایر این در مناطق بیست و دوگانه تهران انجام شده‌است. از جمله دربارهٔ رضایت‌مندی از محل سکونت بررسی‌هایی انجام شده‌است.